# Desdimelita reidi
Desdimelita reidi is een vlokreeftensoort uit de familie van de Melitidae. De wetenschappelijke naam van de soort is voor het eerst geldig gepubliceerd in 1965 door Hamond.